# Rocker’s Revenge
Rocker’s Revenge war ein New Yorker Studioprojekt des R&B- und House-Produzenten Arthur Baker, zu dem außerdem Donnie Calvin, Dwight Hawkes und Bakers spätere Ehefrau Tina B gehörten.

## Hintergrund
Zwischen 1982 und 1990 gab es diverse Singleveröffentlichungen. Das Lied Walking on Sunshine, dessen Original von Eddy Grant aus dem Jahr 1978 stammt, wurde 1982 zum größten Erfolg und stieg auf Platz 1 der Billboard Dance Music/Club Play Singles sowie auf Platz 4 der UK-Charts. Im Vereinigten Königreich erreichte das Lied Silberstatus.
Mit The Harder They Come, einer Coverversion des Jimmy-Cliff-Hits von 1972, folgte 1983 ein zweiter und letzter Charthit. Diesmal reichte es in den US-Dance-Charts für Rang 13 und in England für Rang 30. 1999 entstand ein Mashup aus Pete Hellers Big Love und Rockers Revenges Walking on Sunshine, das als White Label veröffentlicht wurde.

## Diskografie
Singles
- 1982: Sunshine Partytime (feat. Donnie Calvin)
- 1982: Walking on Sunshine (feat. Donnie Calvin)
- 1983: The Harder They Come (feat. Donnie Calvin)
- 1983: There Goes My Heart (feat. Donnie Calvin)
- 1984: Living for the Weekend (Let’s Work) (feat. Donnie Calvin und Adrienne Johnson)
- 1999: Sunshine Love (Pete Heller vs. Rockers Revenge) (White Label)